# Isaiah Thomas
Isaiah Thomas (* 7. února 1989, Tacoma, USA) je americký profesionální basketbalista. Od roku 2024 hrající za tým Phoenix Suns  v NBA. Za tu dobu prostřídal několik týmů, viz níže. S výškou 175 cm je jedním ze dvou nejmenších aktivních hráčů NBA (k březnu 2017); druhým je stejně vysoký Kay Felder z Cleveland Cavaliers. Jeho specializací jsou excelentní tří bodové hody na koš. Hrává na pozici Point Guard "PG". Isaiah už obměnil pár čísel Sacramento Kings 22, Phoenix Suns 3, Boston Celtics 4 a Cleveland Cavaliers 3. Los Angeles Lakers 7.

## Kariéra v NBA
- Sacramento Kings (2011–2014)
- Phoenix Suns (2014–2015)
- Boston Celtics (od 2015-2018)
- Cleveland Cavaliers (od 2018)
- Los Angeles Lakers (od únor 2018 do srpen 2018)
- Denver Nuggets (září 2018-2019)
- Washington Wizards (2019-)